# Tour de France 2013 – 6. etap
6. etap kolarskiego wyścigu Tour de France 2013 odbył się 4 lipca. Start etapu miał miejsce w miejscowości Aix-en-Provence, zaś meta w Montpellier. Etap liczył 176,5 kilometra.
Zwycięzcą etapu został André Greipel. Drugie miejsce zajął Peter Sagan, a trzecie Marcel Kittel.

## Premie
| Rodzaj | Rodzaj           | Miejscowość / Miejsce | Kilometry (od startu) | Kilometry (do mety) |
| ------ | ---------------- | --------------------- | --------------------- | ------------------- |
|        | Lotna            | Maussane-Les-Alpilles | 63,0                  | 113,5               |
|        | Górska (IV kat.) | Col de la Vayède      | 68,0                  | 108,5               |

### Wyniki na premiach
| Lotna – Maussane-Les-Alpilles | Lotna – Maussane-Les-Alpilles | Lotna – Maussane-Les-Alpilles | Lotna – Maussane-Les-Alpilles | Lotna – Maussane-Les-Alpilles |
| Msc.                          | Zawodnik                      | Zespół                        | Punkty                        |                               |
| ----------------------------- | ----------------------------- | ----------------------------- | ----------------------------- | ----------------------------- |
| 1.                            | André Greipel                 | LTB                           | 20                            |                               |
| 2.                            | Mark Cavendish                | OPQ                           | 17                            |                               |
| 3.                            | Alexander Kristoff            | KAT                           | 15                            |                               |
| 4.                            | Peter Sagan                   | CAN                           | 13                            |                               |
| 5.                            | Gert Steegmans                | OPQ                           | 11                            |                               |
| 6.                            | Juan Antonio Flecha Giannoni  | VCD                           | 10                            |                               |
| 7.                            | Fabio Sabatini                | CAN                           | 9                             |                               |
| 8.                            | Michał Kwiatkowski            | OPQ                           | 8                             |                               |
| 9.                            | Sylvain Chavanel              | OPQ                           | 7                             |                               |
| 10.                           | Danny van Poppel              | VCD                           | 6                             |                               |
| 11.                           | Peter Velits                  | OPQ                           | 5                             |                               |
| 12.                           | Brent Bookwalter              | BMC                           | 4                             |                               |
| 13.                           | Svein Tuft                    | OGE                           | 3                             |                               |
| 14.                           | Marcus Burghardt              | BMC                           | 2                             |                               |
| 15.                           | Brett Daniel Lancaster        | OGE                           | 1                             |                               |

| Górska – Col de la Vayède | Górska – Col de la Vayède | Górska – Col de la Vayède | Górska – Col de la Vayède | Górska – Col de la Vayède |
| Msc.                      | Zawodnik                  | Zespół                    | Punkty                    |                           |
| ------------------------- | ------------------------- | ------------------------- | ------------------------- | ------------------------- |
| 1.                        | Kanstancin Siucou         | SKY                       | 1                         |                           |

## Wyniki etapu
| Msc. | Zawodnik                     | Państwo           | Zespół                  | Czas       | Punkty |
| ---- | ---------------------------- | ----------------- | ----------------------- | ---------- | ------ |
| 1.   | André Greipel                | Niemcy            | Lotto-Belisol           | 3h 59' 02" | 45     |
| 2.   | Peter Sagan                  | Słowacja          | Cannondale              | + 0"       | 35     |
| 3.   | Marcel Kittel                | Niemcy            | Team Argos-Shimano      | + 0"       | 30     |
| 4.   | Mark Cavendish               | Wielka Brytania   | Omega Pharma-Quick Step | + 0"       | 26     |
| 5.   | Juan José Lobato             | Hiszpania         | Euskaltel-Euskadi       | + 0"       | 22     |
| 6.   | Alexander Kristoff           | Norwegia          | Katusha Team            | + 0"       | 20     |
| 7.   | José Joaquín Rojas Gil       | Hiszpania         | Movistar Team           | + 0"       | 18     |
| 8.   | Danny van Poppel             | Holandia          | Vacansoleil-DCM         | + 0"       | 16     |
| 9.   | Roberto Ferrari              | Włochy            | Lampre-Merida           | + 0"       | 14     |
| 10.  | Samuel Dumoulin              | Francja           | Ag2r-La Mondiale        | + 0"       | 12     |
| 11.  | Cyril Lemoine                | Francja           | Sojasun                 | + 0"       | 10     |
| 12.  | Edvald Boasson Hagen         | Norwegia          | Sky Procycling          | + 0"       | 8      |
| 13.  | Daryl Impey                  | Południowa Afryka | Orica GreenEDGE         | + 0"       | 6      |
| 14.  | Juan Antonio Flecha Giannoni | Hiszpania         | Vacansoleil-DCM         | + 0"       | 4      |
| 15.  | Matthew Harley Goss          | Australia         | Orica GreenEDGE         | + 0"       | 2      |
| 16.  | Greg Henderson               | Nowa Zelandia     | Lotto-Belisol           | + 0"       | —      |
| 17.  | Cadel Evans                  | Australia         | BMC Racing Team         | + 5"       | —      |
| 18.  | Christopher Froome           | Wielka Brytania   | Sky Procycling          | + 5"       | —      |
| 19.  | Richie Porte                 | Australia         | Sky Procycling          | + 5"       | —      |
| 20.  | Jack Bauer                   | Nowa Zelandia     | Garmin-Sharp            | + 5"       | —      |
| 21.  | Gorka Izagirre Intxausti     | Hiszpania         | Euskaltel-Euskadi       | + 5"       | —      |
| 22.  | Alejandro Valverde           | Hiszpania         | Movistar Team           | + 5"       | —      |
| 23.  | Jean-Marc Marino             | Francja           | Sojasun                 | + 5"       | —      |
| 24.  | Philippe Gilbert             | Belgia            | BMC Racing Team         | + 5"       | —      |
| 25.  | Tejay van Garderen           | Stany Zjednoczone | BMC Racing Team         | + 5"       | —      |
| 26.  | Rui Alberto Faria da Costa   | Portugalia        | Movistar Team           | + 5"       | —      |
| 27.  | Roman Kreuziger              | Czechy            | Team Saxo-Tinkoff       | + 5"       | —      |
| 28.  | Andrew Talansky              | Stany Zjednoczone | Garmin-Sharp            | + 5"       | —      |
| 29.  | Alberto Contador             | Hiszpania         | Team Saxo-Tinkoff       | + 5"       | —      |
| 30.  | Andreas Klöden               | Niemcy            | RadioShack-Leopard      | + 5"       | —      |

## Klasyfikacje po etapie

### Klasyfikacja generalna
| Msc. | Zawodnik                   | Państwo           | Zespół                  | Czas        |
| ---- | -------------------------- | ----------------- | ----------------------- | ----------- |
|      | Daryl Impey                | Południowa Afryka | Orica GreenEDGE         | 22h 18' 17" |
| 2.   | Edvald Boasson Hagen       | Norwegia          | Sky Procycling          | + 3"        |
| 3.   | Simon Gerrans              | Australia         | Orica GreenEDGE         | + 5"        |
| 4.   | Michael Albasini           | Szwajcaria        | Orica GreenEDGE         | + 5"        |
| 5.   | Michał Kwiatkowski         | Polska            | Omega Pharma-Quick Step | + 6"        |
| 6.   | Sylvain Chavanel           | Francja           | Omega Pharma-Quick Step | + 6"        |
| 7.   | Christopher Froome         | Wielka Brytania   | Sky Procycling          | + 8"        |
| 8.   | Richie Porte               | Australia         | Sky Procycling          | + 8"        |
| 9.   | Nicolas Roche              | Irlandia          | Team Saxo-Tinkoff       | + 14"       |
| 10.  | Roman Kreuziger            | Czechy            | Team Saxo-Tinkoff       | + 14"       |
| 11.  | Alberto Contador           | Hiszpania         | Team Saxo-Tinkoff       | + 14"       |
| 12.  | Michael Rogers             | Australia         | Team Saxo-Tinkoff       | + 14"       |
| 13.  | Andrew Talansky            | Stany Zjednoczone | Garmin-Sharp            | + 22"       |
| 14.  | Ryder Hesjedal             | Kanada            | Garmin-Sharp            | + 22"       |
| 15.  | Adam Hansen                | Australia         | Lotto-Belisol           | + 22"       |
| 16.  | Daniel Martin              | Irlandia          | Garmin-Sharp            | + 22"       |
| 17.  | Thomas Danielson           | Stany Zjednoczone | Garmin-Sharp            | + 22"       |
| 18.  | Alejandro Valverde         | Hiszpania         | Movistar Team           | + 25"       |
| 19.  | Rui Alberto Faria da Costa | Portugalia        | Movistar Team           | + 25"       |
| 20.  | Nairo Quintana             | Kolumbia          | Movistar Team           | + 25"       |

### Klasyfikacja punktowa
| Msc. | Zawodnik                     | Państwo         | Zespół                  | Punkty |
| ---- | ---------------------------- | --------------- | ----------------------- | ------ |
|      | Peter Sagan                  | Słowacja        | Cannondale              | 159    |
| 2.   | André Greipel                | Niemcy          | Lotto-Belisol           | 130    |
| 3.   | Mark Cavendish               | Wielka Brytania | Omega Pharma-Quick Step | 119    |
| 4.   | Alexander Kristoff           | Norwegia        | Katusha Team            | 111    |
| 5.   | Marcel Kittel                | Niemcy          | Team Argos-Shimano      | 87     |
| 6.   | José Joaquín Rojas Gil       | Hiszpania       | Movistar Team           | 71     |
| 7.   | Edvald Boasson Hagen         | Norwegia        | Sky Procycling          | 66     |
| 8.   | Danny van Poppel             | Holandia        | Vacansoleil-DCM         | 65     |
| 9.   | Juan José Lobato             | Hiszpania       | Euskaltel-Euskadi       | 51     |
| 10.  | Michał Kwiatkowski           | Polska          | Omega Pharma-Quick Step | 49     |
| 11.  | Juan Antonio Flecha Giannoni | Hiszpania       | Vacansoleil-DCM         | 46     |
| 12.  | Samuel Dumoulin              | Francja         | Ag2r-La Mondiale        | 42     |
| 13.  | Lars Boom                    | Holandia        | Belkin Pro Cycling      | 40     |
| 14.  | Cyril Lemoine                | Francja         | Sojasun                 | 39     |
| 15.  | Roberto Ferrari              | Włochy          | Lampre-Merida           | 36     |

### Klasyfikacja górska
| Msc. | Zawodnik              | Państwo         | Zespół             | Punkty |
| ---- | --------------------- | --------------- | ------------------ | ------ |
|      | Pierre Rolland        | Francja         | Team Europcar      | 10     |
| 2.   | Simon Clarke          | Australia       | Orica GreenEDGE    | 5      |
| 3.   | Blel Kadri            | Francja         | Ag2r-La Mondiale   | 5      |
| 4.   | Thomas De Gendt       | Belgia          | Vacansoleil-DCM    | 4      |
| 5.   | Mikel Nieve Iturralde | Hiszpania       | Euskaltel-Euskadi  | 3      |
| 6.   | Cyril Gautier         | Francja         | Team Europcar      | 2      |
| 7.   | Lars Boom             | Holandia        | Belkin Pro Cycling | 2      |
| 8.   | Lars Petter Nordhaug  | Norwegia        | Belkin Pro Cycling | 2      |
| 9.   | Brice Feillu          | Francja         | Sojasun            | 2      |
| 10.  | Alexis Vuillermoz     | Francja         | Sojasun            | 2      |
| 11.  | Yukiya Arashiro       | Japonia         | Team Europcar      | 1      |
| 12.  | Kanstancin Siucou     | Białoruś        | Sky Procycling     | 1      |
| 13.  | Juan José Lobato      | Hiszpania       | Euskaltel-Euskadi  | 1      |
| 14.  | Christopher Froome    | Wielka Brytania | Sky Procycling     | 1      |
| 15.  | Wasil Kiryjenka       | Białoruś        | Sky Procycling     | 1      |

### Klasyfikacja młodzieżowa
| Msc. | Zawodnik               | Państwo           | Zespół                     | Czas        |
| ---- | ---------------------- | ----------------- | -------------------------- | ----------- |
|      | Michał Kwiatkowski     | Polska            | Omega Pharma-Quick Step    | 22h 18' 23" |
| 2.   | Andrew Talansky        | Stany Zjednoczone | Garmin-Sharp               | + 16"       |
| 3.   | Nairo Quintana         | Kolumbia          | Movistar Team              | + 19"       |
| 4.   | Tejay van Garderen     | Stany Zjednoczone | BMC Racing Team            | + 25"       |
| 5.   | Peter Sagan            | Słowacja          | Cannondale                 | + 28"       |
| 6.   | Thibaut Pinot          | Francja           | FDJ.fr                     | + 41"       |
| 7.   | Alexandre Geniez       | Francja           | FDJ.fr                     | + 41"       |
| 8.   | Romain Bardet          | Francja           | Ag2r-La Mondiale           | + 1' 03"    |
| 9.   | Alexis Vuillermoz      | Francja           | Sojasun                    | + 3' 38"    |
| 10.  | Tony Gallopin          | Francja           | RadioShack-Leopard         | + 5' 30"    |
| 11.  | Arthur Vichot          | Francja           | FDJ.fr                     | + 9' 56"    |
| 12.  | Jon Izaguirre Insausti | Hiszpania         | Euskaltel-Euskadi          | + 10' 16"   |
| 13.  | Davide Cimolai         | Włochy            | Lampre-Merida              | + 10' 25"   |
| 14.  | Rudy Molard            | Francja           | Cofidis, Solutions Crédits | + 10' 51"   |
| 15.  | Peter Kennaugh         | Wielka Brytania   | Sky Procycling             | + 14' 30"   |

### Klasyfikacja drużynowa
| Msc. | Zespół             | Państwo           | Czas        |
| ---- | ------------------ | ----------------- | ----------- |
|      | Orica GreenEDGE    | Australia         | 66h 03' 04" |
| 2.   | Sky Procycling     | Wielka Brytania   | + 8"        |
| 3.   | Team Saxo-Tinkoff  | Dania             | + 19"       |
| 4.   | Movistar Team      | Hiszpania         | + 25"       |
| 5.   | Garmin-Sharp       | Stany Zjednoczone | + 27"       |
| 6.   | Lampre-Merida      | Włochy            | + 30"       |
| 7.   | Vacansoleil-DCM    | Holandia          | + 33"       |
| 8.   | Katusha Team       | Rosja             | + 33"       |
| 9.   | BMC Racing Team    | Stany Zjednoczone | + 36"       |
| 10.  | RadioShack-Leopard | Luksemburg        | + 38"       |